# Заа, Вильфрид
Дазе́ Вильфри́д Арме́ль Заа́ (фр. Dazet Wilfried Armel Zaha; родился 10 ноября 1992, Абиджан) — ивуарийский и английский футболист, вингер турецкого клуба «Галатасарай» и сборной Кот-д’Ивуара. Выступает на правах аренды за клуб «Шарлотт».

## Клубная карьера
Заа родился в Абиджане, Кот-д’Ивуар. В возрасте 4 лет переехал с родителями в Англию, поселившись в Кройдоне на юге Лондона.

### «Кристал Пэлас»
С 2004 года выступает за местный клуб «Кристал Пэлас». Дебют Вильфрида за основной состав клуба состоялся 27 марта 2010 года в матче против «Кардифф Сити». В сезоне 2010/11 влился в основной состав своего клуба. 7 августа 2010 года забил свой первый гол за основную команду в матче против «Лестер Сити», в котором «Кристал Пэлас» победил со счётом 3:2.
В марте 2012 года Заа был признан лучшим молодым игроком года в Футбольной лиге.

### «Манчестер Юнайтед»
25 января 2013 года было объявлено о достижении соглашения между «Кристал Пэлас» и «Манчестер Юнайтед» о трансфере футболиста. Переход состоялся в июле 2013 года, а остаток сезона 2012/13 Вильфрид провёл в «Кристал Пэлас» на правах аренды.

#### «Кристал Пэлас»
5 марта 2013 года забил свой первый гол за «Кристал Пэлас» в статусе арендованного игрока. Это произошло в матче против «Халл Сити». В конце апреля 2013 года был признан лучшим игроком Чемпионшипа в сезоне 2012/13, а также был включён в символическую «команду года» в Чемпионшипе по версии ПФА.
13 мая 2013 года забил два гола в матче плей-офф Чемпионшипа против «Брайтона», благодаря которым «Кристал Пэлас» одержал победу и вышел в финал плей-офф, где встретится с «Уотфордом» за право выхода в Премьер-лигу. После матча главный тренер «Кристал Пэлас» Иан Холлоуэй описал Заха как «гения» и «игрока мирового класса».
27 мая 2013 года в финале плей-офф Чемпионшипа против «Уотфорда» внёс решающий вклад в победу. За фол на нём был назначен пенальти, который успешно реализовал Кевин Филлипс.
«Кристал Пэлас» выиграл со счётом 1:0 и вышел в Премьер-лигу.

#### «Кардифф Сити»
31 января 2014 года перешёл в валлийский клуб «Кардифф Сити» на правах аренды до окончания сезона 2013/14.

#### «Кристал Пэлас»
28 августа 2014 года перешёл в «Кристал Пэлас» на правах аренды до окончания сезона 2014/15.

### Возвращение в «Кристал Пэлас»
2 февраля 2015 года «Кристал Пэлас» осуществил его постоянный трансфер. Заа подписал с «орлами» контракт сроком на 5,5 лет, сумма трансфера не разглашается.
В августе 2018 года контракт был продлен до 2023 года.
27 сентября 2021 года сыграл свой 400-й матч за «Кристал Пэлас», в котором забил свой 70-й гол за клуб в матче против «Брайтон энд Хоув Альбион».

## Карьера в сборной

### Сборная Англии
Заа мог выступать как за сборную Кот-д’Ивуара, так и за сборную Англии, так как родился в Кот-д’Ивуаре, а вырос в Англии. В феврале 2011 года получил свой первый вызов в сборную Англии до 19 лет на матч против Германии. В феврале 2012 года был вызван в состав сборной Англии до 21 года на матч против бельгийцев, который прошёл 29 февраля. 11 ноября 2012 года Заа был вызван Роем Ходжсоном в первую сборную Англии на товарищескую игру против сборной Швеции. 14 ноября дебютировал в составе сборной, выйдя на замену Рахиму Стерлингу в матче со шведами, в котором англичане проиграли со счётом 4:2.

### Сборная Кот-д’Ивуара
В конце ноября 2016 года Заа сменил «футбольное гражданство» и решил выступать за сборную Кот-д’Ивуара.
Летом 2019 года на Кубке африканских наций в Египте, Вильфрид был вызван в состав своей национальной сборной. В третьем матче против Намибии он отличился забитым голом на 84-й минуте, а его сборная одержала победу 4:1 и вышла в 1/8 финала. В матче 1/8 финала против Мали на 76-й минуте забил единственный победный гол. Также, с командой участвовал в двух отборах на мировое первенство.

## Матчи и голы Заа за первую сборную Англии
| Матчи и голы Заа за сборную Англии | Матчи и голы Заа за сборную Англии | Матчи и голы Заа за сборную Англии | Матчи и голы Заа за сборную Англии | Матчи и голы Заа за сборную Англии | Матчи и голы Заа за сборную Англии | Матчи и голы Заа за сборную Англии |
| ---------------------------------- | ---------------------------------- | ---------------------------------- | ---------------------------------- | ---------------------------------- | ---------------------------------- | ---------------------------------- |
| №                                  | Дата                               | Соперник                           | Стадион                            | Счёт                               | Голы Заа                           | Турнир                             |
| 1                                  | 14 ноября 2012                     | Швеция                             | Friends Arena                      | 2:4                                |                                    | Товарищеский матч                  |
| 2                                  | 14 августа 2013                    | Шотландия                          | Уэмбли                             | 3:2                                |                                    | Товарищеский матч                  |

Итого: 2 матча / 0 голов; 1 победа, 0 ничьих, 1 поражение.

## Статистика выступлений
| Клуб                  | Сезон            | Лига | Лига | Кубок Англии | Кубок Англии | Кубок лиги | Кубок лиги | Еврокубки | Еврокубки | Прочие | Прочие | Итого | Итого |
| Клуб                  | Сезон            | Игры | Голы | Игры         | Голы         | Игры       | Голы       | Игры      | Голы      | Игры   | Голы   | Игры  | Голы  |
| --------------------- | ---------------- | ---- | ---- | ------------ | ------------ | ---------- | ---------- | --------- | --------- | ------ | ------ | ----- | ----- |
| Кристал Пэлас         | 2009/10          | 1    | 0    | 0            | 0            | 0          | 0          | 0         | 0         | 0      | 0      | 1     | 0     |
| Кристал Пэлас         | 2010/11          | 41   | 1    | 1            | 0            | 2          | 0          | 0         | 0         | 0      | 0      | 44    | 1     |
| Кристал Пэлас         | 2011/12          | 41   | 6    | 0            | 0            | 7          | 3          | 0         | 0         | 0      | 0      | 48    | 9     |
| Кристал Пэлас         | 2012/13          | 46   | 8    | 2            | 0            | 2          | 0          | 0         | 0         | 3      | 2      | 53    | 10    |
| Кристал Пэлас         | Итого            | 126  | 13   | 3            | 0            | 11         | 3          | 0         | 0         | 3      | 2      | 143   | 18    |
| Манчестер Юнайтед     | 2013/14          | 2    | 0    | 0            | 0            | 1          | 0          | 0         | 0         | 1      | 0      | 4     | 0     |
| Манчестер Юнайтед     | Итого            | 2    | 0    | 0            | 0            | 1          | 0          | 0         | 0         | 1      | 0      | 4     | 0     |
| Кардифф Сити (аренда) | 2013/14          | 12   | 0    | 1            | 0            | 0          | 0          | 0         | 0         | 0      | 0      | 13    | 0     |
| Кардифф Сити (аренда) | Итого            | 12   | 0    | 1            | 0            | 0          | 0          | 0         | 0         | 0      | 0      | 13    | 0     |
| Кристал Пэлас         | 2014/15          | 31   | 4    | 3            | 0            | 1          | 0          | 0         | 0         | 0      | 0      | 35    | 4     |
| Кристал Пэлас         | 2015/16          | 34   | 2    | 6            | 2            | 3          | 1          | 0         | 0         | 0      | 0      | 43    | 5     |
| Кристал Пэлас         | 2016/17          | 35   | 7    | 0            | 0            | 2          | 0          | 0         | 0         | 0      | 0      | 37    | 7     |
| Кристал Пэлас         | 2017/18          | 29   | 9    | 0            | 0            | 0          | 0          | 0         | 0         | 0      | 0      | 29    | 9     |
| Кристал Пэлас         | 2018/19          | 34   | 10   | 2            | 0            | 0          | 0          | 0         | 0         | 0      | 0      | 36    | 10    |
| Кристал Пэлас         | 2019/20          | 38   | 4    | 0            | 0            | 1          | 0          | 0         | 0         | 0      | 0      | 39    | 4     |
| Кристал Пэлас         | 2020/21          | 30   | 11   | 1            | 0            | 0          | 0          | 0         | 0         | 0      | 0      | 31    | 11    |
| Кристал Пэлас         | 2021/22          | 33   | 14   | 3            | 1            | 1          | 0          | 0         | 0         | 0      | 0      | 37    | 15    |
| Кристал Пэлас         | 2022/23          | 27   | 7    | 1            | 0            | 0          | 0          | 0         | 0         | 0      | 0      | 28    | 7     |
| Кристал Пэлас         | Итого            | 291  | 68   | 16           | 3            | 8          | 1          | 0         | 0         | 0      | 0      | 315   | 72    |
| Галатасарай           | 2023/24          | 30   | 9    | 3            | 0            | -          | -          | 9         | 1         | 0      | 0      | 42    | 10    |
| Галатасарай           | Итого            | 30   | 9    | 3            | 0            | -          | -          | 9         | 1         | 0      | 0      | 42    | 10    |
| Всего за карьеру      | Всего за карьеру | 461  | 90   | 23           | 3            | 20         | 4          | 9         | 1         | 4      | 2      | 517   | 100   |

## Достижения

### Командные
«Манчестер Юнайтед»
- Обладатель Суперкубка Англии: 2013

«Галатасарай»
- Чемпион Турции: 2023/24
- Обладатель Суперкубка Турции: 2023

### Личные
- Игрок года в Чемпионшипе по версии ПФА: 2012/13[9]
- Член «команды года» в Чемпионшипе по версии ПФА: 2012/13[9]
- Игрок месяца английской Премьер-лиги: апрель 2018[26]
- Автор лучшего гола месяца английской Премьер-лиги: февраль 2022